# هوندا ان‌اس‌ایکس (نسل دوم)
هوندا ان‌اس‌ایکس (نسل دوم) (به انگلیسی: Honda NSX second generation)، که در آمریکای شمالی و چین با نام آکورا ان‌اس‌ایکس شناخته می‌شود، یک خودروی اسپورت دو نفرهٔ چهارچرخ محرک موتور وسط هیبریدی برقی است که در ایالات متحده آمریکا و توسط شرکت خودروسازی هوندا ساخته شده‌است. این خودرو جایگزین نسل اول ان‌اس‌ایکس است که از سال ۱۹۹۰ تا ۲۰۰۵ در ژاپن تولید شد.

## توسعه

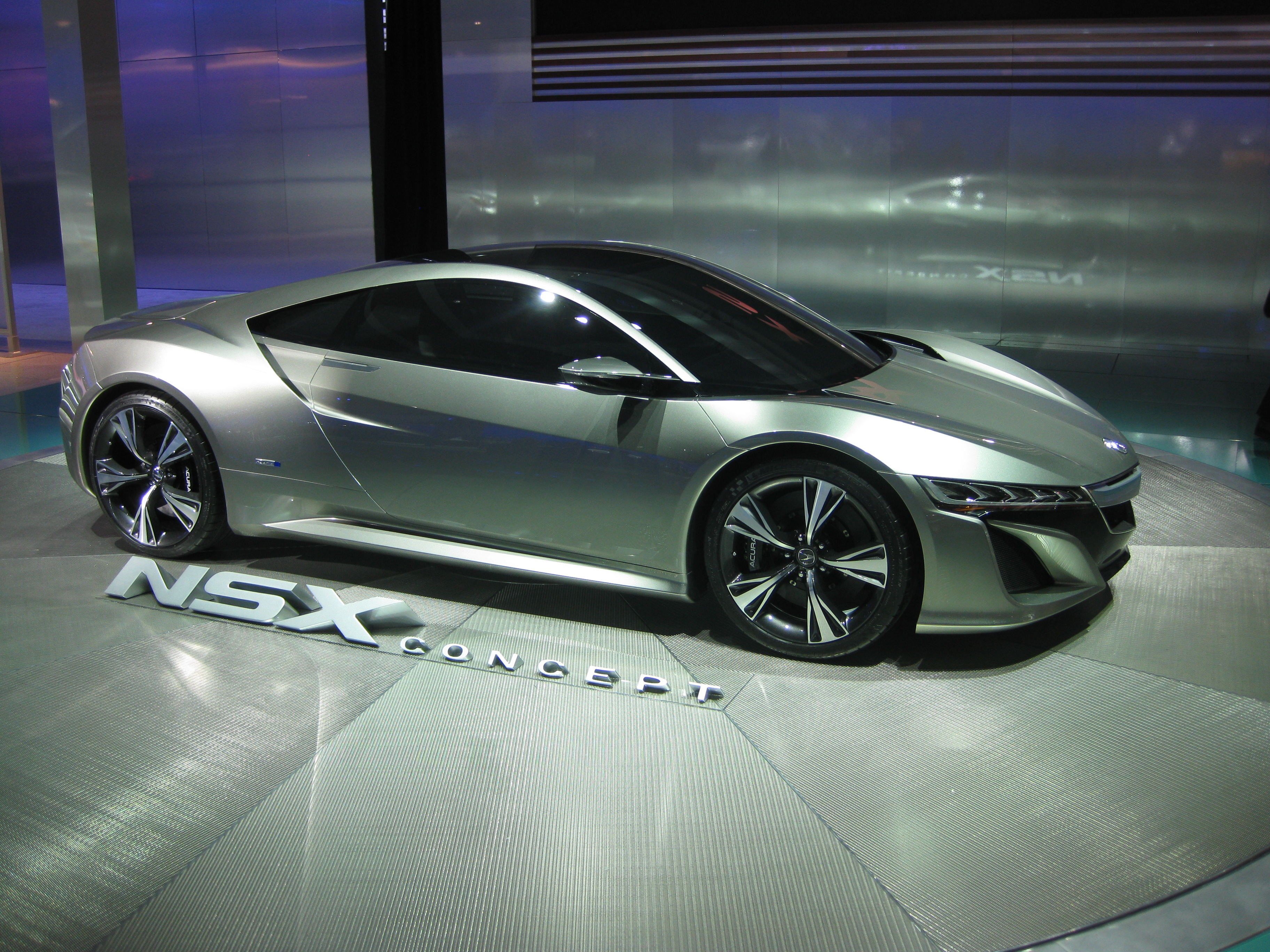
آکورا ان‌اس‌ایکس مفهومی در نمایشگاه بین‌المللی خودروی آمریکای شمالی ۲۰۱۲

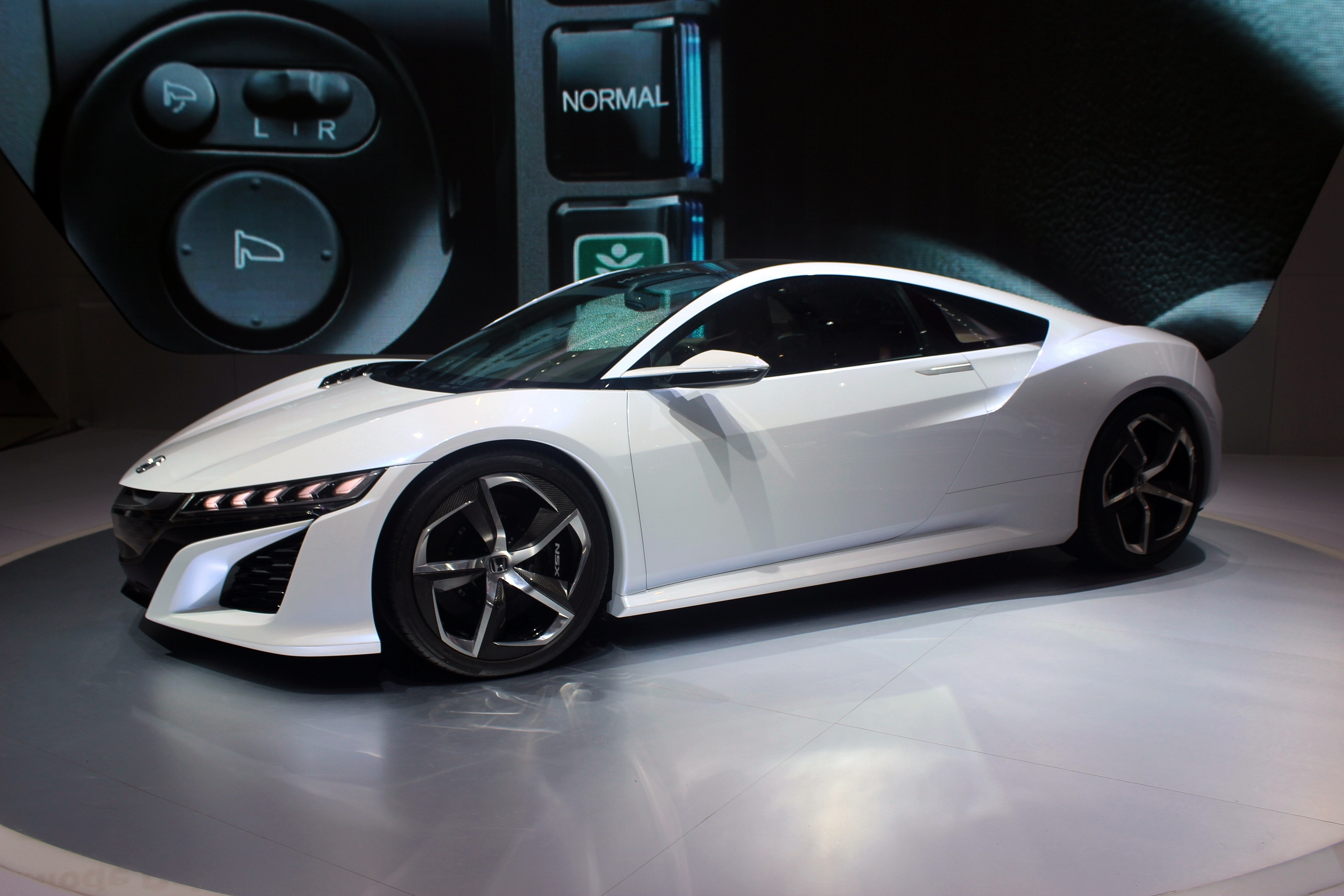
هوندا ان‌اس‌ایکس مفهومی در نمایشگاه بین‌المللی خودروی اندونزی ۲۰۱۴

در دسامبر سال ۲۰۰۷، مدیر عامل هوندا آمریکا، تتسوئو آیوامورا، در یک کنفرانس خبری تأیید کرد که این شرکت در سال ۲۰۱۰ یک خودروی اسپورت جدید مجهز به یک موتور وی۱۰ را به بازار معرفی خواهد کرد. این خودرو قرار بود بر اساس مدل مفهومی آکورا ای‌اس‌سی‌سی (به انگلیسی: Advanced Sports Car Concept)، که در سال ۲۰۰۷ در نمایشگاه بین‌المللی خودروی آمریکای شمالی معرفی شده‌بود، توسعه پیدا کند. با فشارهای تاکئو فوکوئی، مدیر عامل هوندا، بر توسعه‌دهندگان این خودرو جهت ساخت یک خودروی سریعتر نسبت به رقیبان، نمونه‌های اولیه از این خودرو در ماه ژوئن ۲۰۰۸ در حال آزمایش در پیست نوربورگ‌رینگ دیده شدند. در ۱۷ دسامبر ۲۰۰۸، فوکوئی در یک سخنرانی با موضوع پیش‌بینی‌های مالی بازبینی شدهٔ شرکت هوندا، اعلام کرد که با توجه به شرایط بد اقتصادی، تمام برنامه‌های برای تولید نسل جدیدی از ان‌اس‌ایکس لغو شده‌اند. در مارس ۲۰۱۰، نام پروژهٔ آکورا ان‌اس‌ایکس به هوندا اچ‌اس‌وی-۰۱۰ جی‌تی تغییر یافت و این خودرو در مسابقات قهرمانی خودروهای سوپرجی‌تی ژاپنی حاضر شد. اچ‌اس‌وی-۰۱۰ جی‌تی به یک موتور ۳٫۴ لیتری وی۸ مجهز بود که بیش از ۵۰۰ اسب بخار نیرو تولید کرده و این قدرت را از طریق یک جعبه‌دندهٔ دستی ترتیبی ساخت شرکت ریکاردو به چرخ‌ها منتقل می‌کرد. این خودرو هرگز به مرحلهٔ تولید نرسید.
در آوریل ۲۰۱۱، مجلهٔ اتومبیل گزارش کرد که شرکت هوندا در حال توسعهٔ خودروی اسپورت جدیدی برای جانشینی مدل قدیمی ان‌اس‌ایکس است. در گزارش این مجله آمده بود که راندن این خودرو بسیار هیجان‌انگیز بوده، و در عین حال به‌طور قابل توجهی دوستدار محیط زیست خواهد بود. انتظار می‌رفت که برای کمک به توان موتور بنزینی این خودرو، از یک یا چند موتور الکتریکی نیز در این خودرو استفاده شود. همچنین پیشتر و در اواخر سال ۲۰۱۰، مجلهٔ موتور ترند نیز گزارشی را مبنی بر توسعهٔ یک خودروی اسپورت موتور وسط هیبریدی توسط هوندا به عنوان جانشین ان‌اس‌ایکس، منتشر کرده‌بود.
در دسامبر ۲۰۱۱، شرکت آکورا اعلام کرد که در نمایشگاه بین‌المللی خودروی آمریکای شمالی سال ۲۰۱۲ از نسل جدید مدل ان‌اس‌ایکس در قالب یک خودروی مفهومی پرده‌برداری خواهد کرد؛ و در نهایت این شرکت در تاریخ ۹ ژانویه ۲۰۱۲ خودروی مفهومی آکورا ان‌اس‌ایکس ۲۰۱۲ را در مقابل انظار عموم به نمایش گذاشت.
این مدل مفهومی همانند نسل قبلی در قالب یک خودروی دو در کوپه با موتور قرار گرفته در وسط خودرو طراحی شده‌بود، با این تفاوت که نیروی موتور به هر چهار چرخ منتقل می‌شد. همچنین پلت‌فرم با فناوری بالای این خودرو که از مواد سبک ساخته شده‌بود، امکان بهره‌مندی از وزن پایین را برای این خودرو فراهم کرده بود. قدرت پیشران ان‌اس‌ایکس مفهومی بوسیلهٔ یک موتور وی۶ با حجم ۳٫۵ لیتر تأمین شده و به چرخ‌های عقب منتقل می‌شد؛ در کنار آن، با استفاده از تکنولوژی SH-AWD آکورا، یک موتور الکتریکی نیز با جعبه‌دندهٔ دو کلاچه ادغام شده بود تا به افزایش توان موتور احتراقی کمک کند. علاوه بر این امکانات، دو موتور الکتریکی دیگر که بر روی چرخ‌های جلو نصب شده‌بودند، قادر بودن در گذر از پیچ‌های مسیر، گشتاور منفی یا مثبت را بلافاصله به چرخ‌های جلو وارد کنند. این دو موتور الکتریکی همچنین بخشی از مجموعهٔ پیشرانهٔ این خودرو بودند.
به ادعای شرکت آکورا، این خودرو با بهره‌مندی از سیستم تمام‌چرخ محرک، در مقایسه با رقیب اصلی خود، فراری ۴۵۸، که به یک موتور تنفس طبیعی ۴٫۵ لیتری وی۸ مجهز بود، دارای فرمان‌پذیری و شتاب‌گیری بهتر، و در نتیجه بازدهی بیشتری بود.

## بازاریابی و بازخورد
در سپتامبر ۲۰۱۱ و در زمان فیلم‌برداری فیلم انتقام‌جویان، رابرت داونی جونیور (در حال اجرای نقش مرد آهنی) سوار بر یک خودروی اسپورت ناشناختهٔ ساخته شده برای فیلم دیده‌شد که شباهت بسیاری به هوندا ان‌اس‌ایکس جدید داشت. این خودرو جانشین آئودی آر۸ شده‌بود که او پیشتر در فیلم‌های مرد آهنی و مرد آهنی ۲ مورد استفاده قرار داده‌بود. این خودرو با استفاده از ترنس اف‌ایکس و بر پایهٔ یک خودروی آکورا ان‌اس‌ایکس مدل سال ۱۹۹۲ با ۲۵۰٬۰۰۰ کیلومتر کارکرد ساخته شد. طراحی این خودرو در واقع نمونه‌ای تغییر یافته از طراحی نهایی ان‌اس‌ایکس جدید بود تا از فاش شدن طرح و گمانه‌زنی رسانه‌ها دربارهٔ خودروی اسپورت جدید آکورا جلوگیری شود.
یک تبلیغ تلویزیونی برای ان‌اس‌ایکس جدید در اوایل ماه فوریه ۲۰۱۲، با حضور جری ساینفلد و جی لنو در طول مسابقات سوپربول پخش شد.
در سال ۲۰۱۳، شرکت آکورا اپلیکیشنی را بر روی سایت فیسبوک منتشر کرد که کاربران با استفاده از آن می‌توانستند رنگ‌های مختلف را برای ان‌اس‌ایکس انتخاب کرده و خودرو را در آن رنگ مشاهده کنند. کمی بعد در همان سال آکورا ان‌اس‌ایکس در بازی ویدئویی گرن توریسمو ۶ حضور پیدا کرد.
رابرت کامبرفورد، منتقد مشهور طراحی خودرو، با اشاره به نسل دوم ان‌اس‌ایکس گفته‌است «خرابکاری کردن در طراحی یک خودروی موتور وسط بسیار سخت است… با این حال آکورا این کار را انجام داده‌است.»
با وجود شباهت نام نسل دوم با نسل اول ان‌اس‌ایکس (که مخفف معادل انگلیسی عبارت «خودروی اسپورت تحقیقاتی جدید» (به انگلیسی: New Sportscar eXperimental) بود)، از نام نسل دوم این خودرو به عنوان مخفف عبارت «تجربهٔ جدید اسپورت» (به انگلیسی: New Sports eXperience) یاد می‌شود.
بر خلاف نسل اول، نسل دوم ان‌اس‌ایکس از دید طراح ارشد آن، میشل کریستنسن، «یک خودروی عضلانی آمریکایی در کالبد یک خودروی سوپر اسپورت ایتالیایی» است.

## معرفی رسمی و تولید

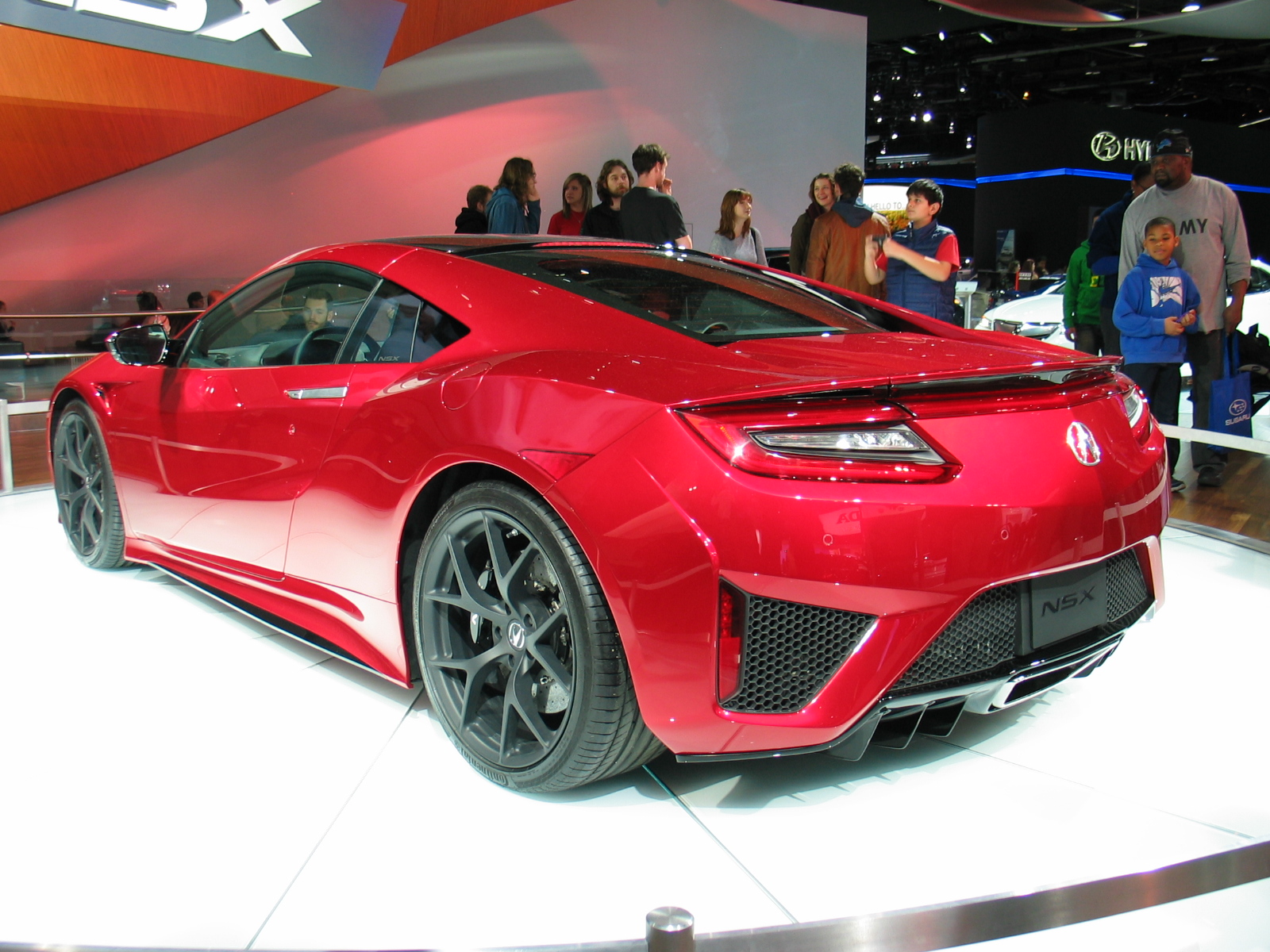
آکورا ان‌اس‌ایکس در نمایشگاه خودروی دیترویت ۲۰۱۵

### اطلاعیه‌ها
در ۱۷ دسامبر ۲۰۱۴، هوندا اعلام کرد که نسل دوم خودروی ان‌اس‌ایکس در نمایشگاه بین‌المللی خودروی آمریکای شمالی سال ۲۰۱۵ رونمایی خواهدشد. در تاریخ ۱۲ ژانویه ۲۰۱۵، این خودرو در غرفهٔ هوندا در نمایشگاه دیترویت معرفی شد.

### رونمایی

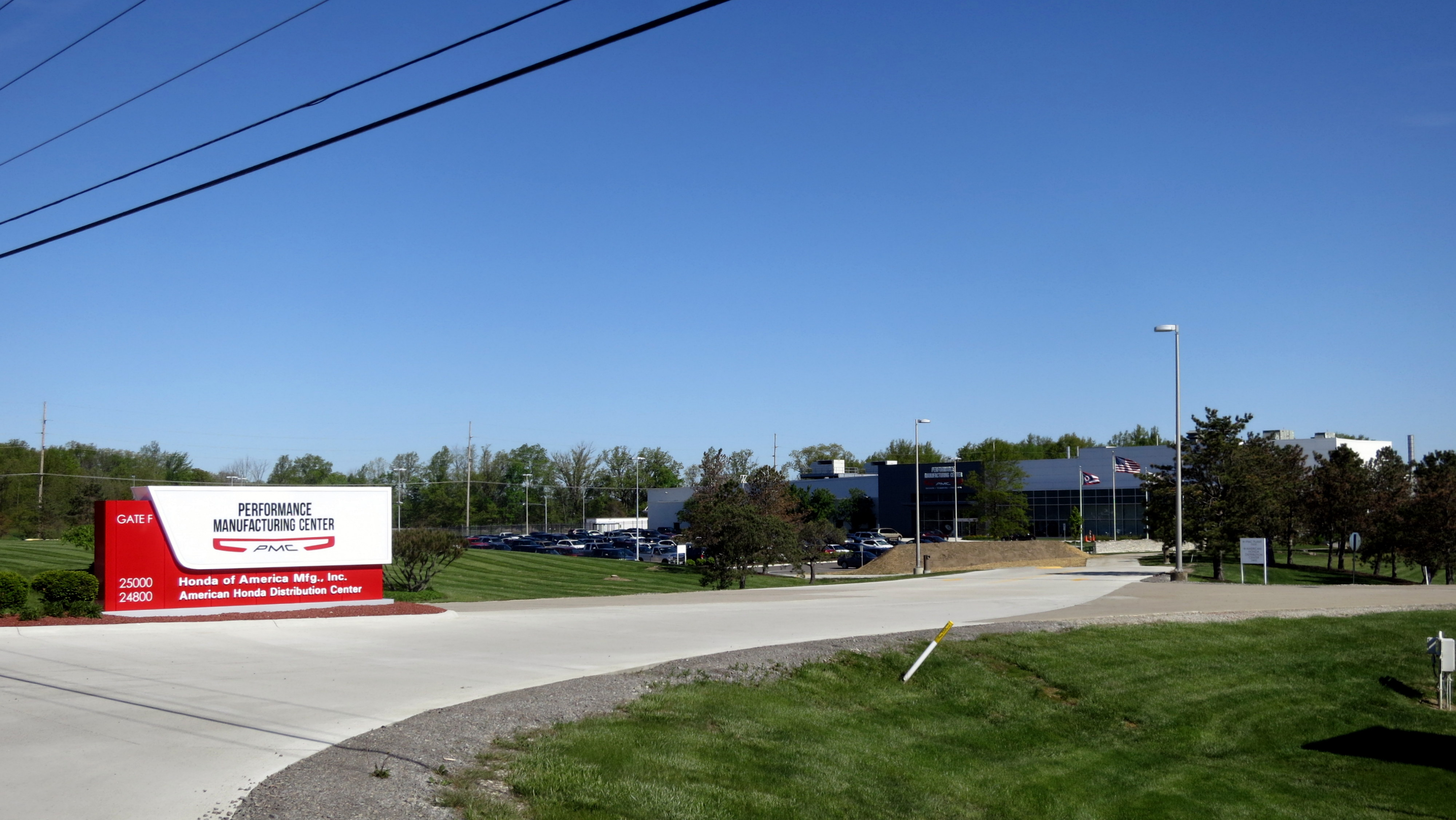
مرکز تولید خودروهای برجستهٔ هوندا (ماریسویل، اوهایو)

در دسامبر ۲۰۱۵، قیمت این خودرو در آمریکای شمالی از ۱۵۶٬۰۰۰ دلار برای مدل پایه، تا ۲۰۵٬۰۰۰ دلار برای مدل با امکانات کامل اعلام شد.
در همان زمان، شرکت هوندا در هشتاد و پنجمین نمایشگاه خودرو ژنو نیز این خودرو را در کنار نسل چهارم سیویک تیپ آر برای عرضه در بازار اروپا معرفی کرد.
اولین ان‌اس‌ایکس تولید شده با شماره شناسایی ۰۰۱ در حراجی خودروی برت-جکسون در تاریخ ۲۹ ژانویه ۲۰۱۶ به مزایده گذاشته شد. ریک هندریک، مالک یکی از تیم‌های حاضر در مسابقات نسکار، با قیمت پیشنهادی ۱٬۲۰۰٬۰۰۰ دلار برندهٔ این مزایده شد. تمامی درآمد حاصل از این مزایده به دو مؤسسهٔ خیریهٔ بنیاد تومور مغزی کودکان و کمپ سرزمین جنوبی اهدا شد. این خودرو به عنوان اولین دستگاه تولید شده از مدل ان‌اس‌ایکس، در تاریخ ۲۴ مهٔ ۲۰۱۶ از خروجی خط تولید مستقر در اوهایو خارج شد.

### مشخصات فنی
از دید فنی، نسل دوم هوندا ان‌اس‌ایکس در مقایسه با نسل اول دارای تفاوت‌های عمده است. این نسل به یک موتور وی۶ ۷۵ درجه‌ای ۳٫۵ لیتری با دو میل‌سوپاپ بالاسری، ۴ سوپاپ برای هر سیلندر و توربوی دوگانه مجهز بوده که حداکثر نیروی تولیدی آن برابر با ۵۰۰ اسب بخار (۳۷۳ کیلووات) در دور موتور ۶٬۵۰۰ تا ۷٬۵۰۰ دور بر دقیقه، و گشتاور خروجی آن برابر با ۵۵۰ نیوتن متر (۴۰۶ پوند-فوت) در ۲٬۰۰۰ تا ۶٬۰۰۰ دور بر دقیقه است. این پیشرانه با سه موتور الکتریکی، سیستم اسپورت هایبرید SH-AWD و یک جعبه‌دندهٔ ۹ سرعتهٔ دوکلاچه ترکیب شده‌است. این ترکیب در نهایت مجموع نیوری خروجی آن را به ۵۷۳ اسب بخار (۴۲۷ کیلووات) و گشتاور آن را به ۶۴۵ نیوتن متر (۴۷۶ پوند-فوت) می‌رساند. نسل دوم ان‌اس‌ایکس شتاب ۰–۱۰۰ کیلومتر بر ساعت (۰–۶۲ مایل بر ساعت) را در ۲٫۹ ثانیه پیموده و می‌تواند به بیشینه سرعت ۳۰۷ کیلومتر بر ساعت (۱۹۱ مایل بر ساعت) دست یابد. این خودرو همچنین از توانایی پیمودن مسافت ۱⁄۴ مایل (۴۰۰ متر) در ۱۱٫۲ ثانیه برخوردار است. در بخش سازه، بدنهٔ ان‌اس‌ایکس جدید از یک سازهٔ فضایی بهره‌مند است که از آلومینیوم، فولاد با مقاومت بسیار بالا، و مواد سبک‌وزن و محکم دیگری ساخته شده‌است که برخی از آن‌ها برای اولین بار در صنعت خودروسازی، در این خودرو مورد استفاده قرار گرفته‌اند.
تولید این خودرو در کارخانهٔ تولید خودروهای برجستهٔ هوندا در ماریسویل، اوهایو انجام می‌گیرد. در حالی که پیشرانهٔ آن به‌طور جداگانه توسط مهندس‌های شرکت هوندا در کارخانهٔ تولید موتور این شرکت در آنا، اوهایو مونتاژ می‌شود.

### ابعاد
در جدول زیر اندازه‌های نسل دوم هوندا ان‌اس‌ایکس و تفاوت آن با ان‌اس‌ایکس مفهومی معرفی شده در سال ۲۰۱۲ و همچنین نسل اول ان‌اس‌ایکس آمده‌است:
|                  | نسل دوم ان‌اس‌ایکس           | ان‌اس‌ایکس مفهومی ۲۰۱۲       | تفاوت                   | ان‌اس‌ایکس ۲۰۰۵              | تفاوت                   |
| ---------------- | -------------------------- | -------------------------- | ----------------------- | -------------------------- | ----------------------- |
| طول              | ۴٬۴۷۰ میلیمتر (۱۷۶٫۰ اینچ) | ۴٬۳۹۰ میلیمتر (۱۷۲٫۸ اینچ) | +۸۰ میلیمتر (۳٫۱ اینچ)  | ۴٬۴۲۵ میلیمتر (۱۷۴٫۲ اینچ) | +۴۵ میلیمتر (۱٫۸ اینچ)  |
| عرض              | ۱٬۹۴۰ میلیمتر (۷۶ اینچ)    | ۱٬۹۱۵ میلیمتر (۷۵٫۴ اینچ)  | +۲۵ میلیمتر (۰٫۹۸ اینچ) | ۱٬۸۱۰ میلیمتر (۷۱ اینچ)    | +۱۳۰ میلیمتر (۵٫۱ اینچ) |
| ارتفاع           | ۱٬۲۱۵ میلیمتر (۴۷٫۸ اینچ)  | ۱٬۲۰۰ میلیمتر (۴۷ اینچ)    | +۱۵ میلیمتر (۰٫۵۹ اینچ) | ۱٬۱۷۰ میلیمتر (۴۶ اینچ)    | +۴۵ میلیمتر (۱٫۸ اینچ)  |
| فاصله بین محورها | ۲٬۶۳۰ میلیمتر (۱۰۴ اینچ)   | ۲٬۶۱۰ میلیمتر (۱۰۳ اینچ)   | +۲۰ میلیمتر (۰٫۷۹ اینچ) | ۲٬۵۳۰ میلیمتر (۱۰۰ اینچ)   | +۱۰۰ میلیمتر (۳٫۹ اینچ) |
| عرض محور جلو     | ۱٬۶۵۵ میلیمتر (۶۵٫۲ اینچ)  | –                          | –                       | ۱٬۵۱۰ میلیمتر (۵۹ اینچ)    | +۱۴۵ میلیمتر (۵٫۷ اینچ) |
| عرض محور عقب     | ۱٬۶۱۵ میلیمتر (۶۳٫۶ اینچ)  | –                          | –                       | ۱٬۵۴۰ میلیمتر (۶۱ اینچ)    | +۷۵ میلیمتر (۳٫۰ اینچ)  |

## فروش
در جدول زیر آمار فروش نسل دوم هوندا ان‌اس‌ایکس تا تاریخ ماه مارس ۲۰۱۹ در کانادا، اروپا و ایالات متحده آمده‌است:
| سال تقویمی | کانادا | اروپا | ایالات متحده |
| ---------- | ------ | ----- | ------------ |
| ۲۰۱۶       | ۵۰     | –     | ۲۶۹          |
| ۲۰۱۷       | ۴۹     | ۱۲۶   | ۵۸۱          |
| ۲۰۱۸       | ۴۷     | ۴۵    | ۱۷۰          |
| ۲۰۱۹       | ?      | ?     | ۷۹           |

فروش نسل دوم هوندا ان‌اس‌ایکس در اروپا از سال ۲۰۱۷ آغاز شد و آمار فروش آن در اروپا شامل تعداد خودروهای فروخته شده در کشورهای زیر است:
آلمان، اتریش، اسپانیا، استونی، اسلواکی، اسلوونی، ایتالیا، ایرلند، ایسلند، بریتانیا، بلژیک، پرتغال، جمهوری چک، دانمارک، رومانی، سوئد، سوئیس، فرانسه، فنلاند، قبرس، لتونی، لوکزامبورگ، لهستان، لیتوانی، مجارستان، نروژ، هلند و یونان.